# Indywidualny pakiet do likwidacji skażeń IPLS-1

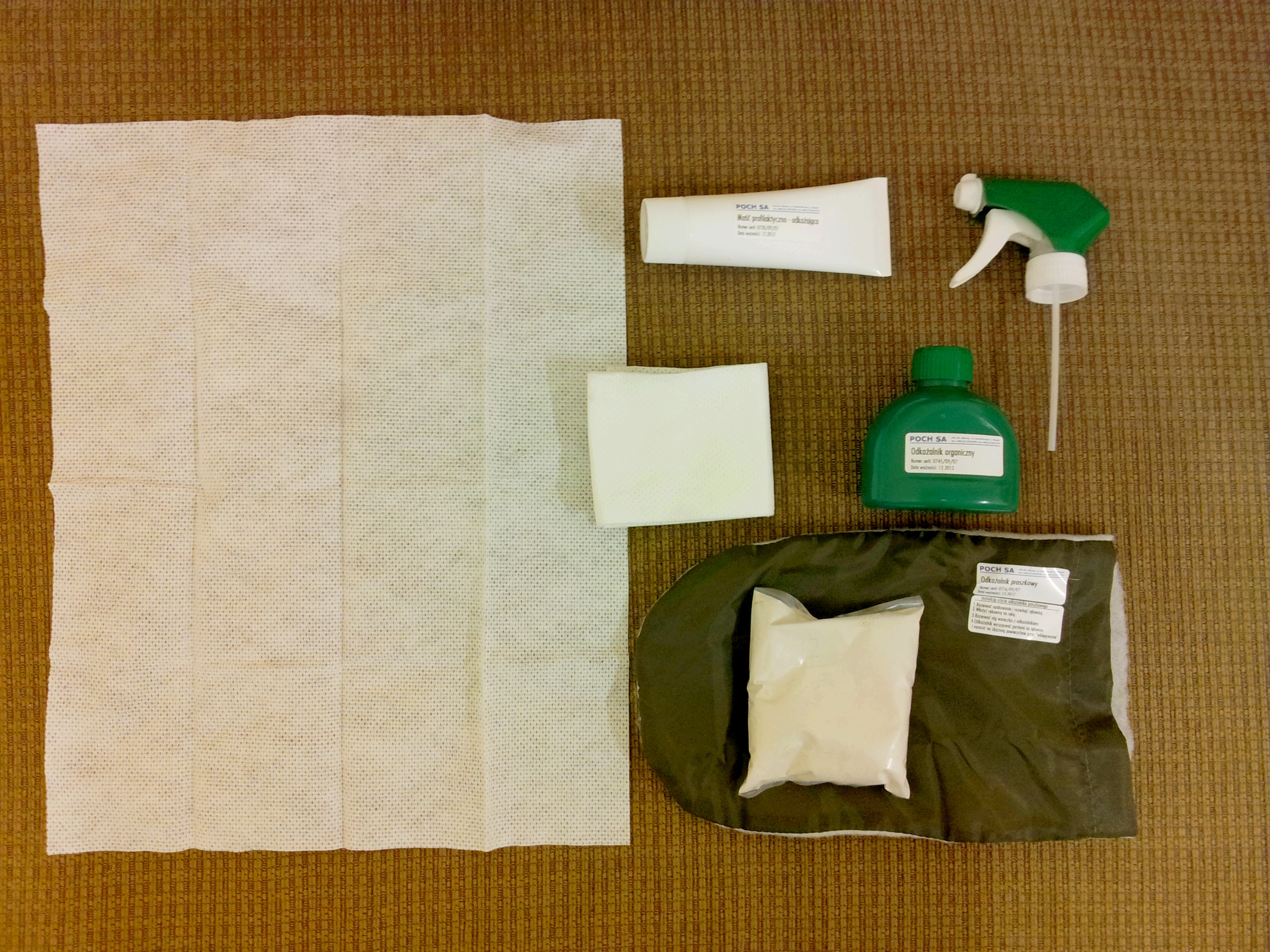
Zestaw IPLS-1 Atlas

Indywidualny pakiet do likwidacji skażeń IPLS-1 – jeden z indywidualnych pakietów przeciwchemicznych stosowanych w Wojsku Polskim. Służy do likwidacji skażeń chemicznych. Zastępuje pakiety indywidualne IPP oraz PChW-012.

## Przeznaczenie
Pakiet przeznaczony jest do prowadzenia skutecznych, indywidualnych procesów likwidacji skażeń odkrytych powierzchni skóry i elementów wyposażenia indywidualnego, w tym masek przeciwgazowych i broni strzeleckiej.

## Zastosowanie
W skład pakietu wchodzą trzy aktywne odkażalniki o różnym przeznaczeniu:
- maść profilaktyczno odkażająca – zabezpiecza odkryte powierzchnie skóry przed skażeniem, głównie przez utrudnienie wchłaniania BŚT, stosowana jest w przypadku zagrożenia skażeniem BŚT
- odkażalnik organiczny – usuwa BŚT z powierzchni metalowych, stosowany w przypadku stwierdzenia skażenia części metalowych uzbrojenia osobistego bądź osprzętu
- odkażalnik proszkowy – powoduje unieczynnienie BŚT przez fizyczną adsorpcję, stosowany w przypadku stwierdzenia skażenia skóry i odzieży.

Skuteczność działania pakietu została sprawdzona badaniami wykonanymi w Wojskowym Instytucie Chemii i Radiometrii.

## Skład
- maść profilaktyczno-odkażająca – 1 szt.
- odkażalnik proszkowy – 1 szt.
- odkażalnik organiczny – 1 szt.
- rozpylacz – 1 szt.
- rękawica – 1 szt.
- ściereczki – 2 szt.

## Informacje techniczne i eksploatacyjne (według producenta)
- Klasyfikacja (według NO-06-A101): N.14-O-I-C
- Masa pakietu: 480 ± 10 g.
- Wymiary: ~210 mm x 120 mm x 80 mm
- Użytkowanie, magazynowanie pakietów możliwe jest bez stosowania zabiegów konserwujących i zabezpieczających
- Przygotowanie do użycia po okresie magazynowania polega tylko na wyjęciu pakietu z opakowania zbiorczego
- Pakiety nie wymagają jakichkolwiek ingerencji serwisowych
- Pakiety w opakowaniach zbiorczych mogą być transportowane zgodnie z przepisami dotyczącymi transportu towarów niebezpiecznych ADR, RID, IMDG, IATA.